# Неда (кнегиња)
Неда је била нећака бугарског цара Самуила, жена дукљанског кнеза Војислава, једно време сувладарка на престолу Дукљанске кнежевине са Гојиславом. Њен живот је описао поп Дукљанин.

## Биографија
Неда је са Војиславом имала пет синова, чија су имена Гојислав, Михаило, Саганек, Радослав и Предимир. Највероватније му је била друга жена. Највероватније је примила латинско крштање, јер је то било популарно у то време у Дукљи.
По смрти Стефана Војислава она влада до 1046. године са синовима и тако је сваки син добио свој део. После Војиславове смрти његови синови су наследили територију, Гојислав и Предимир добише Травунију са Грбљем, Михало је добио Облик, Прапратну и Црмицу, Саганек Горску жупанију, Купелник и Балец, Радослав Луку жупу, Подлужије и Кучево у Будви са жупом.
После њене смрти је наследи Михаило.